# Machaerotypus sibirica
Machaerotypus sibirica är en insektsart som beskrevs av Lethierry 1876. Machaerotypus sibirica ingår i släktet Machaerotypus och familjen hornstritar. Inga underarter finns listade i Catalogue of Life.